# Spitz Ridge
Spitz Ridge är en bergstopp i Antarktis. Den ligger i Västantarktis. Inget land gör anspråk på området. Toppen på Spitz Ridge är 1 330 meter över havet.
Terrängen runt Spitz Ridge är platt åt nordost, men åt sydväst är den kuperad. Trakten är obefolkad. Det finns inga samhällen i närheten.